# Abdel-Majid Saleh
Pour les articles homonymes, voir Saleh.
Abdel-Majid Saleh (en arabe : عبد المجيد صالح) est un homme politique libanais né le 2 juillet 1948.
Militant au sein du Mouvement Amal fondé par l'Imam Moussa Sader, puis proche de Nabih Berri, il est élu en 2005 député chiite de Tyr. Saleh est réélu en 2009 mais ne se représente pas en 2018.
Il est membre du Bloc de la libération et du développement.